# Мизокучи
Мизокучи (јап. 溝口町) је варош у Јапану у области Хино, префектура Тотори. 
По попису из 2003. године, град је имао 5.309 становника и густину насељености од 52,88 становника по км². Укупна површина је 100,40 км².
Од 1. јануара 2005. године, варош Мизокучи, заједно са вароши Кишимото (из области Саихаку), су спојена и настала је варош Хоки (у области Саихаку).